# 欧洲巨蟒
欧洲巨蟒（学名：Python europaeus）是一种已灭绝的蟒蛇，生存于中新世，有一正模標本出土於法國，是其脊椎。
其种加词“europaeus ”意为“欧洲的”。